# Liste der Baudenkmäler in Augsburg-Rosenau- und Thelottviertel
In der Liste der Baudenkmäler im Rosenau- und Thelottviertel sind die Baudenkmäler im Augsburger Stadtbezirk Rosenau- und Thelottviertel im
Planungsraum Pfersee
(VIII)
aufgelistet. Zu diesen Baudenkmälern gibt es auch eine Bildersammlung.
Diese Liste ist eine Teilliste der Liste der Baudenkmäler in Augsburg. Grundlage der Liste ist die Bayerische Denkmalliste, die auf Basis des bayerischen Denkmalschutzgesetzes vom 1. Oktober 1973 erstmals erstellt wurde und seither durch das Bayerische Landesamt für Denkmalpflege geführt und aktualisiert wird. Die folgenden Angaben ersetzen nicht die rechtsverbindliche Auskunft der Denkmalschutzbehörde.

## Ensembles

### Ensemble Rosenaustraße

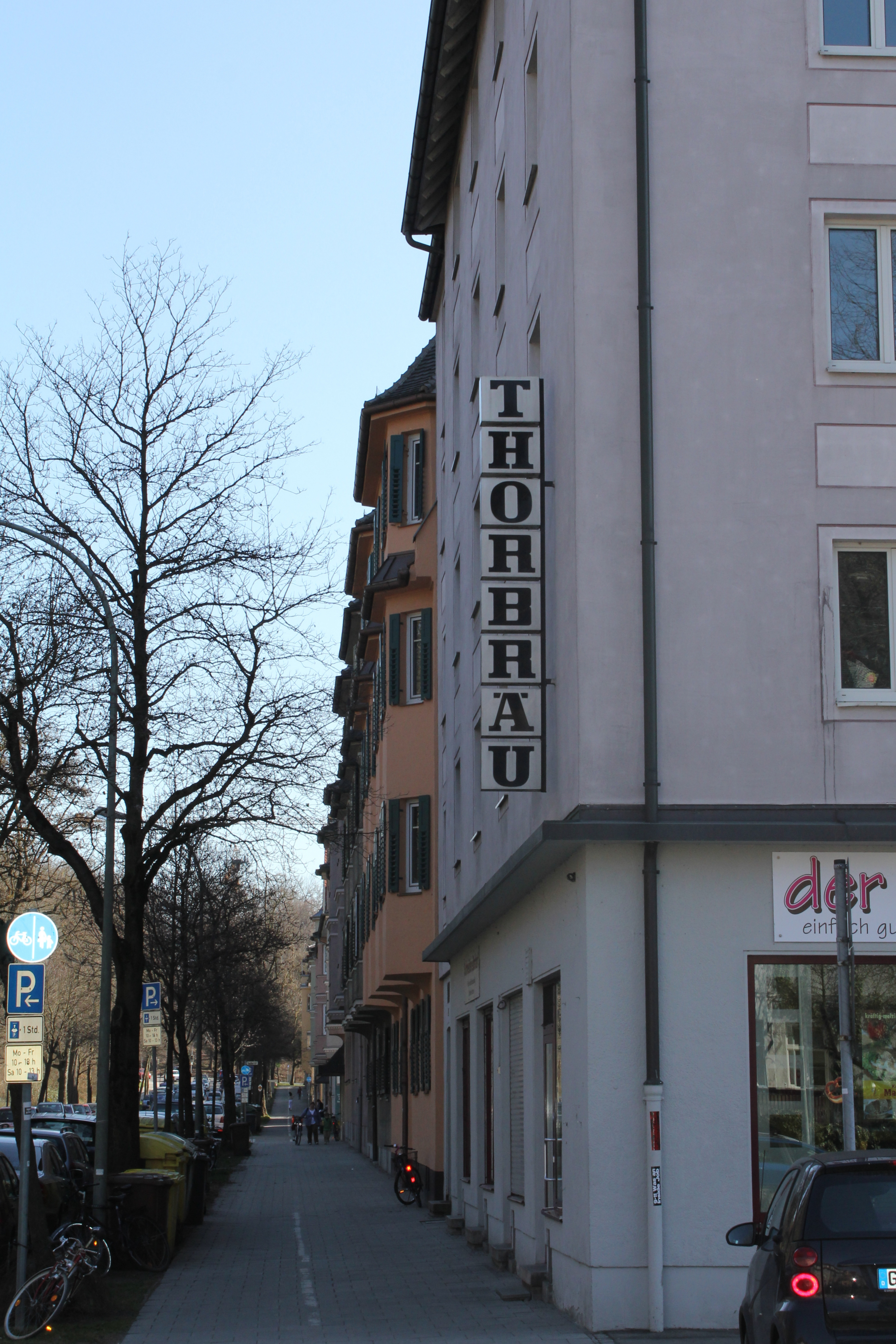
Ensemble Rosenaustraße

Einheitliche Wohnbebauung an der alleeartig bepflanzten, nach Norden leicht abfallenden Rosenaustraße. Zumeist dreigeschossige Doppelhäuser mit ausgebauten Dachgeschossen, um 1910 von Sebastian Buchegger und Heinrich Sturzenegger im Anschluss an die von den gleichen Architekten initiierte Einfamilienhäuserkolonie im Thelottviertel errichtet.
Das Straßenbild der im unteren Teil beidseitig bebauten Straße ist durch plastisch gegliederte Putzfassaden im Stil der Heimatschutzbewegung geprägt; kennzeichnende Elemente sind Erker, vertiefte Eingänge, Loggien, Fenster mit Sprossenteilung und Klappläden, Giebel und vielfältige Dachausbildungen.
Aktennummer: E-7-61-000-15

### Ensemble Thelottviertel

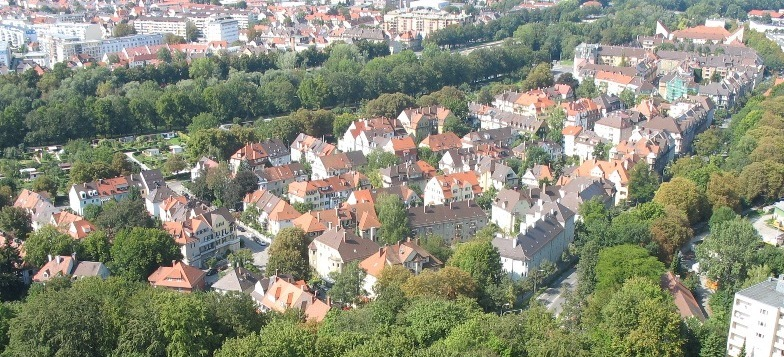
Thelottviertel

Den Mangel an zeitgemäßen Kleinwohnungen in Augsburg erkennend, unternahm der Architekt Sebastian Buchegger die Erschließung und Bebauung des Areals zwischen Rosenauberg und der Wertach in eigener finanzieller Regie und in Zusammenarbeit mit dem Architekten Heinrich Sturzenegger.
Zweckmäßigkeit des Grundrisses, ansprechende Form und sinnvolle Erstellungskosten waren die Forderungen für die in Zentrumsnähe liegenden Eigenheime mit Garten. Die städtebauliche Konzeption der 1907 begonnenen „Buchegger`schen Einfamilienhäuser-Colonie“, die auf gestalteter Wegführung und abwechslungsreicher Situierung der einzeln stehenden oder zu kleinen Baugruppen zusammengefassten Wohnhäuser beruhte, wurde schon von der zeitgenössischen Fachwelt als vorbildlich gewürdigt und ist trotz einiger störender Veränderungen im Detail noch heute anschaulich.
Aktennummer: E-7-61-000-17

## Einzelbauwerke
| Lage | Objekt                                                                        | Beschreibung | Akten-Nr.                | Bild                                                |
| --- | ----------------------------------------------------------------------------- | --- | ------------------------ | --------------------------------------------------- |
| Bitschlinstraße 17 (Standort) | Reihenhaus                                                                    | Teil eines Fünfspänners, zweigeschossiger Satteldachbau mit vortretenden Fensterachsen, von Sebastian Buchegger und Heinrich Sturzenegger, 1914 | D-7-61-000-1253 Wikidata | Reihenhaus                                          |
| Bitschlinstraße 18 (Standort) | Wohnhaus                                                                      | Zweigeschossiger, im Obergeschoss gestaffelter Satteldachbau mit Zwerchhaus mit gesprengtem und verkröpftem Giebel und Bauplastik, von Otto Holzer, bezeichnet „1914“ Einfriedung, gleichzeitig                                                                                                   | D-7-61-000-1463 Wikidata | Wohnhaus                                            |
| Georg-Brach-Straße 2–8, Holzbachstraße 31, 33 und 35, Ludwig-Bauer-Straße 1–5, Rosenaustraße 59–63 (Standort)                                         | Richard-Wagner-Hof (städtische Kleinwohnungsanlage)                           | Vier zum Teil voneinander abgesetzte dreigeschossige Flügel mit Walmdächern um rechteckigen Innenhof, die beiden Längstrakte nach Norden durch turmartige Aufbauten mit Pultdächern betont, in der Mitte der Südseite Gemeinschaftshaus mit Läden, von Otto Holzer und Eduard Feldpausch, 1927/28 | D-7-61-000-308 Wikidata  | Richard-Wagner-Hof (städtische Kleinwohnungsanlage) |
| Gossenbrotstraße 1 (Standort) | Ehemalige Thelott-Bäckerei                                                    | Asymmetrischer dreigeschossiger Eckbau mit Erkern und bogenförmigem Giebel, in städtebaulich wirkungsvoller Lage, von Sebastian Buchegger und Heinrich Sturzenegger, 1908 | D-7-61-000-341 Wikidata  | Ehemalige Thelott-Bäckerei                          |
| Gossenbrotstraße 7 (Standort) | Reihenhaus                                                                    | Teil eines Dreispänners, zweigeschossiger asymmetrischer Eckbau, von Sebastian Buchegger und Heinrich Sturzenegger, 1910–1912 | D-7-61-000-1244 Wikidata | Reihenhaus                                          |
| Johannes-Rösle-Straße 1–25 (ungerade Hausnummern), Rosenaustraße 52–68 (gerade Hausnummern), Schlettererstraße 1–13 (ungerade Hausnummern) (Standort) | Wohnanlage Schuberthof                                                        | Zum Teil versetzt bzw. in leichter Biegung geführte Randbebauung um unregelmäßigen Innenhof, drei- bzw. viergeschossige Flachdachbauten, Straßenfronten durch Flacherker bzw. Treppenhausrücksprünge strukturiert, in Formen der Neuen Sachlichkeit, von Thomas Wechs, 1928/29                    | D-7-61-000-843 Wikidata  | weitere Bilder                                      |
| Perzheimstraße 22, 24 (Standort) | Wohnhaus                                                                      | Dreigeschossige Dreiflügelanlage mit Mansardgiebeldach, flachrunden, turmartigen Erkern und Loggien, von Sebastian Buchegger und Heinrich Sturzenegger, 1910/11 | D-7-61-000-1263 Wikidata | Wohnhaus                                            |
| Perzheimstraße 36 (Standort) | Ehem. Fabrikantenvilla                                                        | Zweigeschossiger, verputzter Massivbau mit Mansardgiebeldach, von zwei Utluchten flankierter gerundeter Altane und Treppenhausrisalit, im Stil der Heimatschutzbewegung, für Friedrich Hans von Sebastian Buchegger und Heinrich Sturzenegger, 1911/12, Altane 1921 zu einem Freisitz aufgestockt | D-7-61-000-1955          | Ehem. Fabrikantenvilla                              |
| Pranthochstraße 19, 21 (Standort) | Wohnhäuser einer Reihenhauszeile                                              | Zweigeschossige Bauten mit vorkragendem Dach und abgeschrägter Gebäudeecke, von Sebastian Buchegger und Heinrich Sturzenegger, 1914/15 | D-7-61-000-810 Wikidata  | Wohnhäuser einer Reihenhauszeile                    |
| Rosenaustraße 15, Rottenhammerstraße 19 (Standort) | Doppelmietshaus                                                               | dreigeschossiger Walmdachbau in Ecklage mit Zwerchhäusern, übergiebelten Risaliten, Erkern und Loggien, um 1914 | D-7-61-000-1503          | Doppelmietshaus                                     |
| Rosenaustraße 35 (Standort) | Wohnhaus                                                                      | Dreigeschossiger Bau mit Mansardwalmdach, polygonalen Erkern und Figurennische mit Figur des heiligen Sebastian, von Heinrich Sturzenegger und Anton Horle, 1910/11 Einfriedung, von Anton Horle, 1911                                                                                            | D-7-61-000-1461 Wikidata | weitere Bilder                                      |
| Rosenaustraße 42 (Standort) | Wohnhaus                                                                      | Asymmetrisch gegliederter dreigeschossiger Mansarddachbau mit Erkern und seitlich anschließendem dreigeschossigen Traufseitbau, von Sebastian Buchegger und Heinrich Sturzenegger, 1910 | D-7-61-000-842 Wikidata  | weitere Bilder                                      |
| Rosenaustraße 70, 72, 74, Schlettererstraße 2–12 (gerade Hausnummern) (Standort)                                                                      | Wohnanlage Lessinghof                                                         | Viergeschossige Randbebauung in abgewinkelter Führung, Flachdachbauten in Formen der Neuen Sachlichkeit, von Thomas Wechs, 1929/30 | D-7-61-000-845 Wikidata  | Wohnanlage Lessinghof                               |
| Rottenhammerstraße 9 (Standort) | Reihenhaus in Ecklage                                                         | zweigeschossiger giebelständiger Satteldachbau mit polygonalem Eckerker, in historisierender Formensprache, von Sebastian Buchegger, 1909/10; Einfriedung, Stampfbetonpfeiler mit Stabgitter, gleichzeitig                                                                                        | D-7-61-000-1915          | Reihenhaus in Ecklage                               |
| Schießstättenstraße 19 (Standort) | Wertach-Kraftwerk                                                             | Walmdachbau über L-förmigem Grundriss mit umlaufendem Zahnschnittfries an der Traufe, bezeichnet 1921, mit technischer Ausstattung | D-7-61-000-1444 Wikidata | Wertach-Kraftwerk                                   |
| Thelottstraße 6 (Standort) | Wohnhaus                                                                      | Dreigeschossiger, asymmetrischer Eckbau mit erkerartigen Ausbauten und originell strukturiertem Verputz, von Sebastian Buchegger und Heinrich Sturzenegger, 1908/09 | D-7-61-000-996 Wikidata  | Wohnhaus                                            |
| Thelottstraße 11 (Standort) | Ehemaliges Wohnhaus von Sebastian Buchegger, jetzt Architekturmuseum Schwaben | Zweigeschossiger Bau mit vorkragendem Zeltdach und westlichem, erkerartigem Anbau, von Sebastian Buchegger und Heinrich Sturzenegger, 1907, Veränderungen 1913 und 1918 | D-7-61-000-997           | weitere Bilder                                      |